# Александр Север
Александр Север (лат. Marcus Aurelius Severus Alexandrus; 1 жовтня 208, Ліван — 19 березня 235, Майнц) — римський імператор із 222 по 235 рік, останній з династії Северів.

## Біографія
Народився у 208 р. у фінікійському місті Кесарії Ліванській (місто Арка (також Телль Арка), на території сучасного Лівану) і при народженні був названий Марком Юлієм Гессієм Алексіаном. Його батьком був Гессій Марціан, а матір'ю — Юлія Авіта Мамея, дочка Юлії Меси і внучка Юлії Домни і Септимія Севера. Подібно до свого кузена і попередника Елагабала, Алексіан був жерцем бога Сонця в Емесі. Усиновлений своїм двоюрідним братом — імператором Геліогабалом — і зроблений ним цезарем. Коли Геліогабал був убитий в результаті солдатського заколоту, Августом був оголошений Александр (на початку 222 р.).
Александр залишився в історії як освічений правитель, якому були властиві багато особистих чеснот, але як державний діяч він був досить слабкий. Хоча він був досить популярний у військах, його мати Юлія Мамея накликала на себе ненависть багатьох. Historia Augusta докладно вихваляє царювання Александра, як Золоту добу відновлення влади сенату. Але таке твердження, яке стало ядром автобіографічного нарису, при всій повазі до істориків, слід визнати необґрунтованим. Historia Augusta зображує невинного юнака ідеальним правителем, наділеним багатьма чеснотами, і приписує йому авторство адміністративних реформ, близьких серцю самого письменника. Під відновленням влади сенату, очевидно, мається на увазі епізод, який згадується в записах Геродіана: щоб справити добре враження після руйнівного правління Геліогабала, Меса і Мамея сформували комітет із шістнадцяти сенаторів — представницький консультаційний орган при неповнолітньому спадкоємці. Далі історик дуже точно зазначає, що ці заходи підняли лише престиж сенату, але не реальну його владу. Насправді, як і раніше панував непохитний військовий абсолютизм, який не здавав своїх позицій. Навіть головний міністр Комазон, що вислужився при Геліогабалі, залишився на чолі управління містом на третій термін, а Мамея і Александр робили все можливе, щоб завоювати прихильність армії, і тому, як стверджує історія, не прагнули до надмірного посилення дисципліни.

## Одруження
У 225 році Мамея, що невпинно опікувалася м'яким, ввічливим і слухняним імператором, вибрала йому наречену з патриціанської сім'ї, Гнею Сейю Гереннію Саллюстію Барбію Орбіану. Вона відразу ж була удостоєна титулу Августи та випуску присвячених їй монет. Її батько, Сей Саллюстій, отримав титул Цезаря. Однак минуло небагато часу, і він разом з дочкою втратив симпатії ревнивої і підозріливої Мамеї, яка змусила Александра — проти його волі, як стверджують джерела — вигнати Орбіану в Африку. Тесть імператора намагався сховатися в таборі преторіанців, але його схопили і стратили, як бунтівника, у 227 або 228 році.

## Перські війни
У 230 році Рим досягла звістка про те, що Ардашир вторгся в Месопотамію і почав загрожувати Сирії та іншим азійським провінціям. Наступного року, після безплідних переговорів, Мамея і Александр вирушили на Схід на чолі значної армії. Друга спроба вирішити проблему дипломатичними способами теж не привела до успіху і завершилася ультиматумом Ардашира, який вимагав віддати всі зазначені ним землі. На монетах Александра славилась «Вірність Армії» (FIDES EXERCITVS, FGB MILITVM), але раз у раз спалахували заворушення, спроби узурпувати владу серед офіцерів у Месопотамії, і заколоти у військах, приведених з Єгипту. Проте в 232 році римляни були достатньо підготовлені, щоб завдати удари одночасно за трьома напрямками: у Вірменії, у північній частині Месопотамії і в її південній частині. Перша колона діяла успішно і вдерлася на територію Мідії, але на зворотному шляху серйозно постраждала від суворої зими, друга, під командуванням імператора, не змогла просунутися досить далеко (мабуть, через спекотний клімат); третя була знищена біля берегів Євфрату. Тим не менш, римлянам вдалося повернути Месопотамію, а Ардашир на певний час припинив свої агресивні напади. Після повернення Александра і Мамеї у Рим у 233 році він був удостоєний тріумфу, як «Великий Перський».

## Германський похід та загибель
Після перської війни Александр повернувся в Антіохію зі знаменитим Орігеном, одним із найбільших Отців християнської церкви. Мати Александра, Юлія Мамея, попросила Орігена навчити Александра християнству.
Поки Александр здобував освіту в християнських доктринах, північна частина його імперії зазнавала нападу германських та сарматських племен. Новий і загрозливий ворог почав з’являтися безпосередньо після успіху Александра у Перській війні. У 234 році варвари переправилися через Рейн і Дунай настільки великими загонами, що це викликало тривогу навіть в Римі. Коли про це стало відомо, дунайські легіони, які брали участь у перській кампанії (і вже недолюблювали імператора за те, що він віддавав перевагу військам із рідного йому Сходу), зажадали повернення до своїх європейських кордонів, щоб захищати свої власні домівки у разі нападу.
Після повернення до Риму Александр і Мамея відразу направили війська на північ і незабаром самі попрямували туди ж, щоб приєднатися до легіонів у Майнці. Через річку вже навели понтонний міст, але Александр, який аж ніяк не був полководцем, спробував відкупитися від германців. Тоді його війська, відчувши себе ображеними, принесли присягу своєму командувачу Максиміну, який походив з дунайської родини. У березні 235 р. військові одягли його в пурпур, і солдати, приведені Александром зі Сходу, відмовилися захищати колишнього імператора. Навпаки, коли Максимін виступив проти Севера, вони схопили і вбили імператора та його матір.
На них обох накладено посмертне прокляття — damnatio memoriae. Цим і закінчилася епоха Северів.
Зі смертю Александра в імперії почався період політичного хаосу, який увійшов в історію як епоха «солдатських імператорів».